# Acroceras munroanum
Acroceras munroanum là một loài thực vật có hoa trong họ Hòa thảo. Loài này được (Balansa) Henrard mô tả khoa học đầu tiên năm 1940.